# Фіонін Семен Іванович
Семен Іванович Фіонін (1885, село Петропавлово Вятської губернії, тепер Увинського району, Удмуртія, Російська Федерація — 1 березня 1952, Удмуртська АРСР, тепер Удмуртія, Російська Федерація) — радянський державний діяч, голова колгоспу «Авангард» Нилгінського району Удмуртської АРСР. Депутат Верховної ради СРСР 2—3-го скликань.

## Життєпис
Народився в селянській родині. Здобув початкову освіту. Працював у власному сільському господарстві в селі Петропавлово.
Служив у російській імператорській армії, учасник Першої світової війни.
З 1919 року добровільно служив у Червоній армії, учасник Громадянської війни.
Після демобілізації — голова виконавчого комітету Нилгінської волосної ради; заступник голови виконавчого комітету Іжевської повітової ради Вотської автономної області.
У 1929 — 1 березня 1952 року — голова правління колгоспу «Авангард» села Петропавлово Нилгінського (тепер Увинського) району Удмуртської АРСР.
Помер 1 березня 1952 року.

## Нагороди
- орден Леніна
- орден Трудового Червоного Прапора
- медаль «За доблесну працю у Великій Вітчизняній війні 1941—1945 рр.»
- медалі
- Почесна грамота Президії Верховної ради Удмуртської АРСР